# Arrondissement Gap
Gap is een arrondissement van het Franse departement Hautes-Alpes in de regio Provence-Alpes-Côte d'Azur. De onderprefectuur is Gap.

## Kantons
Het arrondissement was tot 2014 samengesteld uit de volgende kantons:
- Kanton Aspres-sur-Buëch
- Kanton Barcillonnette
- Kanton La Bâtie-Neuve
- Kanton Chorges
- Kanton Embrun
- Kanton Gap-Campagne
- Kanton Gap-Centre
- Kanton Gap-Nord-Est
- Kanton Gap-Nord-Ouest
- Kanton Gap-Sud-Est
- Kanton Gap-Sud-Ouest
- Kanton Laragne-Montéglin
- Kanton Orcières
- Kanton Orpierre
- Kanton Ribiers
- Kanton Rosans
- Kanton Saint-Bonnet-en-Champsaur
- Kanton Saint-Étienne-en-Dévoluy
- Kanton Saint-Firmin
- Kanton Savines-le-Lac
- Kanton Serres
- Kanton Tallard
- Kanton Veynes

Na de herindeling van de kantons bij decreet van 20 februari 2014, met uitwerking in maart 2015, zijn dat :
- Kanton Chorges
- Kanton Embrun
- Kanton Gap-1
- Kanton Gap-2
- Kanton Gap-3
- Kanton Gap-4
- Kanton Laragne-Montéglin
- Kanton Saint-Bonnet-en-Champsaur
- Kanton Serres
- Kanton Tallard
- Kanton Veynes